# Cła sundzkie

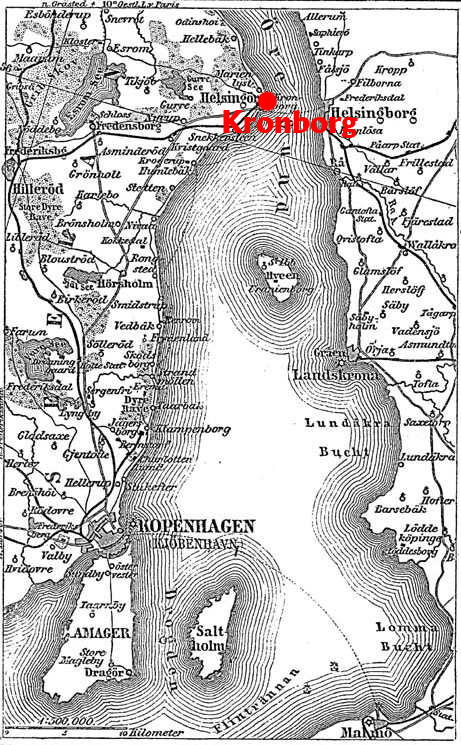
Cieśnina Sund i Kronborg

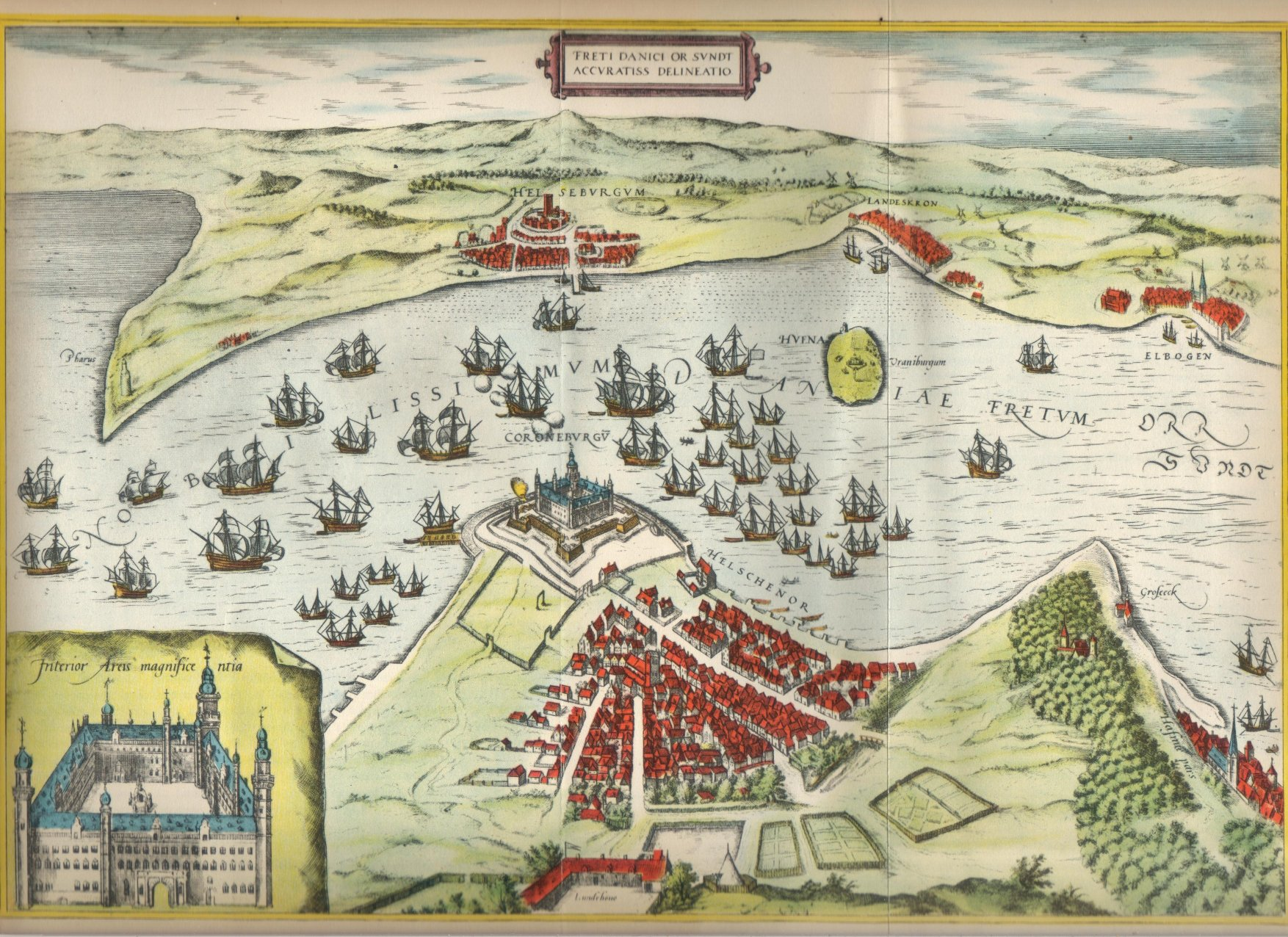
Zamek Kronborg panujący nad Sundem w jego najwęższym miejscu, XVI wiek

Cła sundzkie –  wprowadzona przez Danię opłata pobierana w latach 1429–1857 od obcych statków handlowych, które przepływały przez cieśninę Sund w północnej Europie. Zachowane tabele ceł sundzkich stanowią źródło do dziejów handlu bałtyckiego. Wprowadził je Eryk Pomorski, a zreformował Peder Oxe. Były one ważnym źródłem dochodów skarbca królewskiego i wiązały się z nimi pretensje Danii do władzy na Morzu Bałtyckim. Cła były przedmiotem konfliktów między Danią, Niderlandami, Szwecją, Francją oraz Anglią. Konferencja międzynarodowa zniosła cła z dniem 1 kwietnia 1857. Miejscem pobierania ceł sundzkich był zamek Kronborg.